# Jean-Baptiste Donatien de Vimeur, Conde de Rochambeau
Jean-Baptiste Donatien de Vimeur, Conde de Rochambeau (1 de julho de 1725 - 10 de maio de 1807)  foi um nobre e general francês que desempenhou um papel importante em ajudar as Treze Colónias a ganhar a independência durante a Revolução Americana. Durante este tempo, ele serviu como comandante em chefe da Força Expedicionária Francesa que embarcou na França para ajudar o Exército Continental Americano a lutar contra as forças britânicas.

## Vida Millitar
Rochambeau nasceu em Vendôme, no departamento de Loir-et-Cher. Ele foi educado num colégio jesuíta em Blois. Após a morte de seu irmão mais velho, ele entrou num regimento de cavalaria e serviu na Boémia, na Baviera e no Reno, durante a Guerra da Sucessão Austríaca. Em 1747 ele alcançou o cargo de coronel.
Participou do cerco de Maastricht em 1748 e tornou-se governador de Vendôme em 1749. Depois de se distinguir na Batalha de Minorca (1756) no início da Guerra dos Sete Anos, foi promovido a Brigadeiro Geral de infantaria. Em 1758, ele lutou na Alemanha, nomeadamente nas batalhas de Krefeld e Clostercamp, recebendo vários ferimentos durante a última.

## Revolução Americana

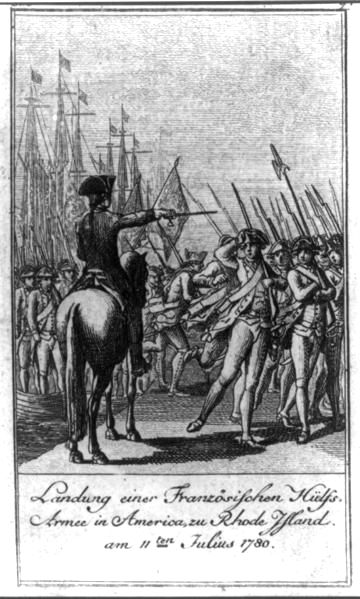
Desembarque do Exército Auxiliar Francês em Newport, Rhode Island em 11 de Julho de 1780, sob o comando do comte de Rochambeau.

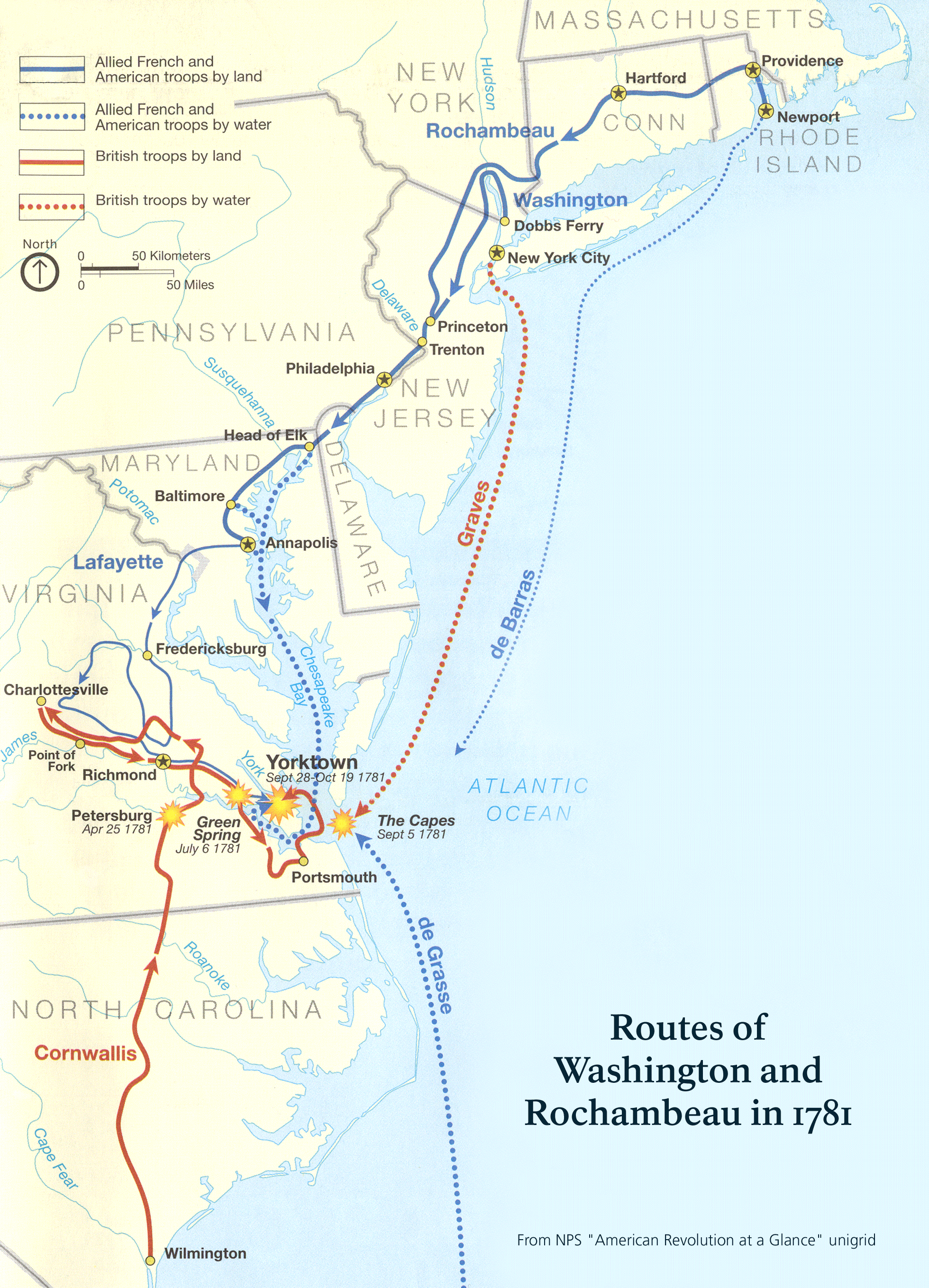
Mapa das Rotas de Washington e Rochambeau em 1781

Em 1780, Rochambeau foi nomeado comandante das forças terrestres como parte da expedição com o nome de código Expédition Particulière. Ele recebeu o grau de Tenente-general no comando de cerca de 7.000 soldados franceses e foi enviado para se juntar ao Exército Continental, sob George Washington. Na Guerra Revolucionária Americana, Rochambeau comandou mais tropas do que Washington. O conde Axel von Fersen, o Jovem, serviu como ajudante de campo e intérprete de Rochambeau. O pequeno tamanho da força à sua disposição tornou-o inicialmente relutante em liderar a expedição.

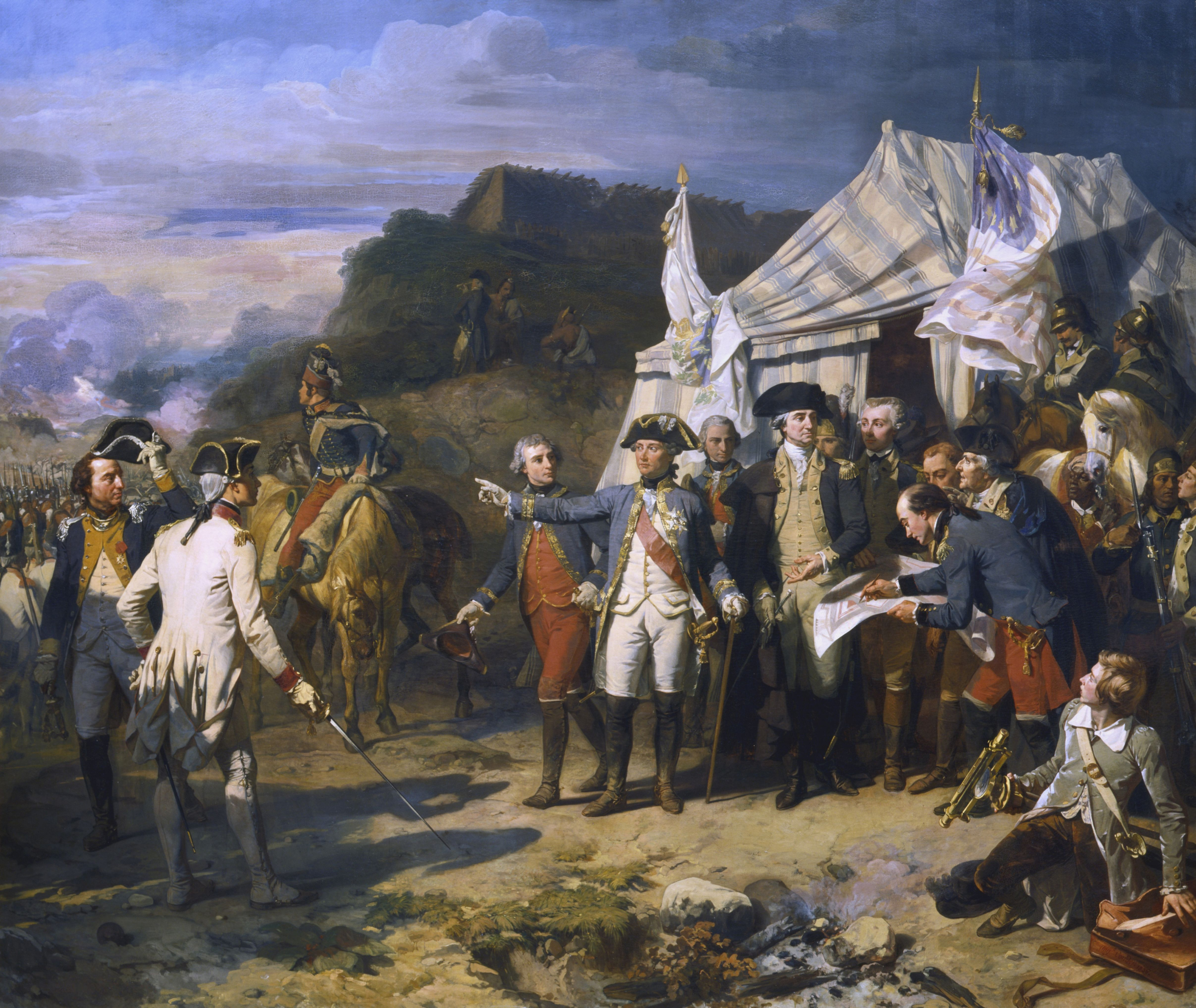
Batalha de Yorktown de Auguste Couder. Rochambeau e Washington dando as últimas ordens antes da batalha.

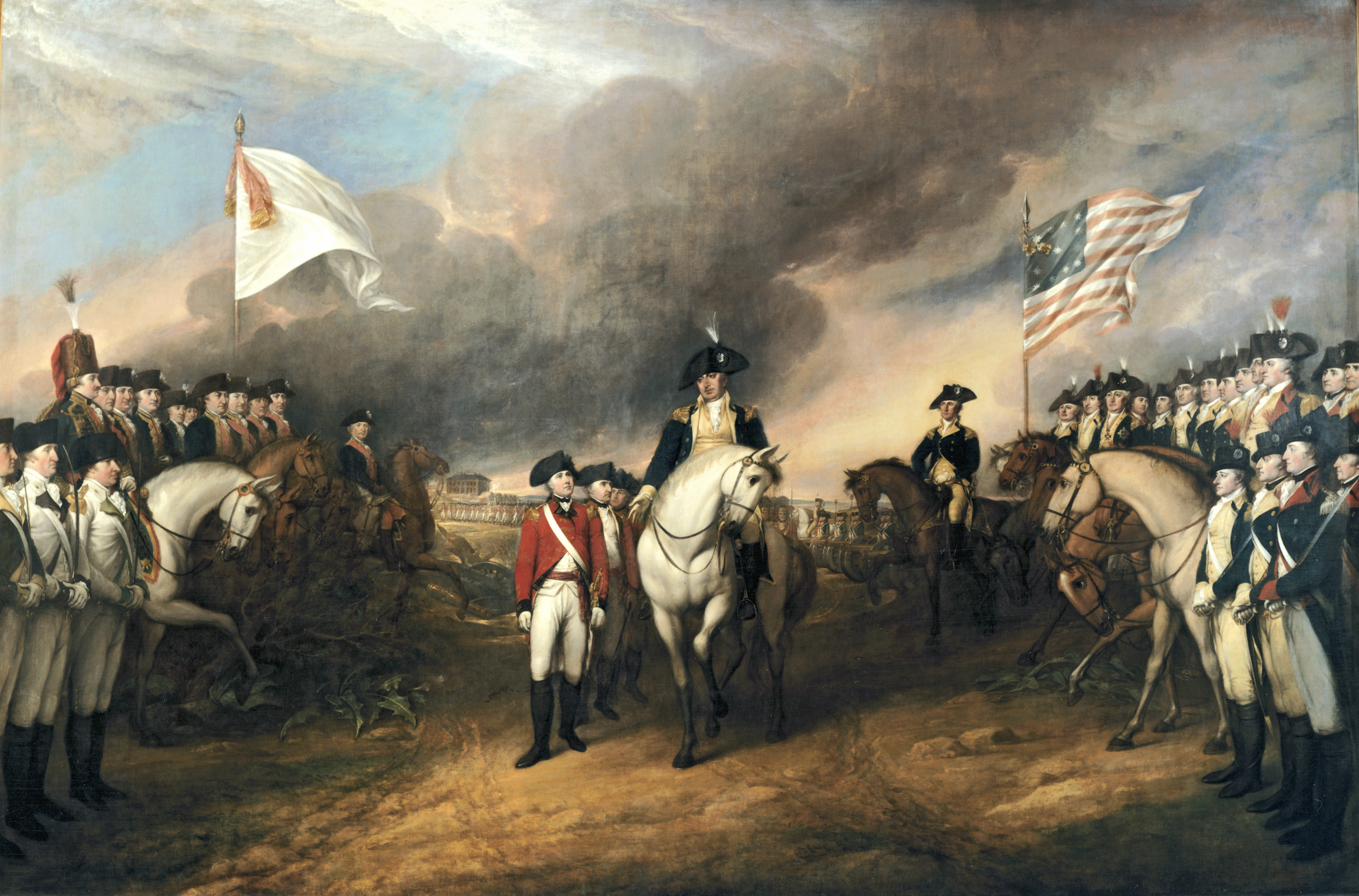
Rendição de Lord Cornwallis de John Trumbull, demonstrando a rendição de Cornwallis em Yorktown às tropas francesas do General Rochambeau (esquerda) e às tropas americanas de Washington (direita)

Ele desembarcou em Newport (Rhode Island), no dia 10 de Julho, mas foi mantido inactivo durante um ano, devido à sua relutância em abandonar a frota francesa bloqueada pelos britânicos na Baía de Narragansett. A Universidade Brown, então com o nome de College in the English Colony of Rhode Island and Providence Plantations, serviu como um local de acampamento para algumas das tropas de Rochambeau, e o College Edifice, agora conhecido como University Hall, foi convertido num hospital militar. Em Julho de 1781, a força de Rochambeau deixou Rhode Island, marchando por Connecticut para se juntar a Washington no rio Hudson, no Mount Kisco, Nova Iorque. De 6 de julho a 18 de Agosto de 1781, a fazenda Odell serviu como quartel-general de Rochambeau. Seguiu-se então a célebre marcha das forças combinadas, o cerco de Yorktown e a Batalha de Chesapeake. Em 22 de Setembro, eles combinaram com as tropas do Marquês de Lafayette e obrigaram Lord Cornwallis a render-se em 19 de Outubro. Em reconhecimento dos seus serviços, o Congresso da Confederação presenteou-o com dois canhões retirados aos britânicos. Estas armas, com as quais Rochambeau voltou para Vendôme, foram requisadas em 1792.
Ele era um membro original da Sociedade de Cincinnati.

### Regresso a França
Ao retornar à França, Rochambeau foi homenageado pelo Rei Luís XVI e foi nomeado governador da província de Picardia. Ele apoiou a Revolução Francesa de 1789 e, em 28 de dezembro de 1791, ele e Nicolas Luckner tornaram-se os dois últimos generais tornados Marechal da França por Luís XVI. Quando as Guerras revolucionárias francesas rebentaram, ele comandou o Armée du Nord por um tempo em 1792, mas renunciou depois de várias reversões para os austríacos. Ele foi preso durante o Período do Terror em 1793-94 e escapou por pouco da guilhotina. Posteriormente foi aposentado por Napoleão e morreu em Thoré-la-Rochette durante o Primeiro Império.

## Legado

### Honras

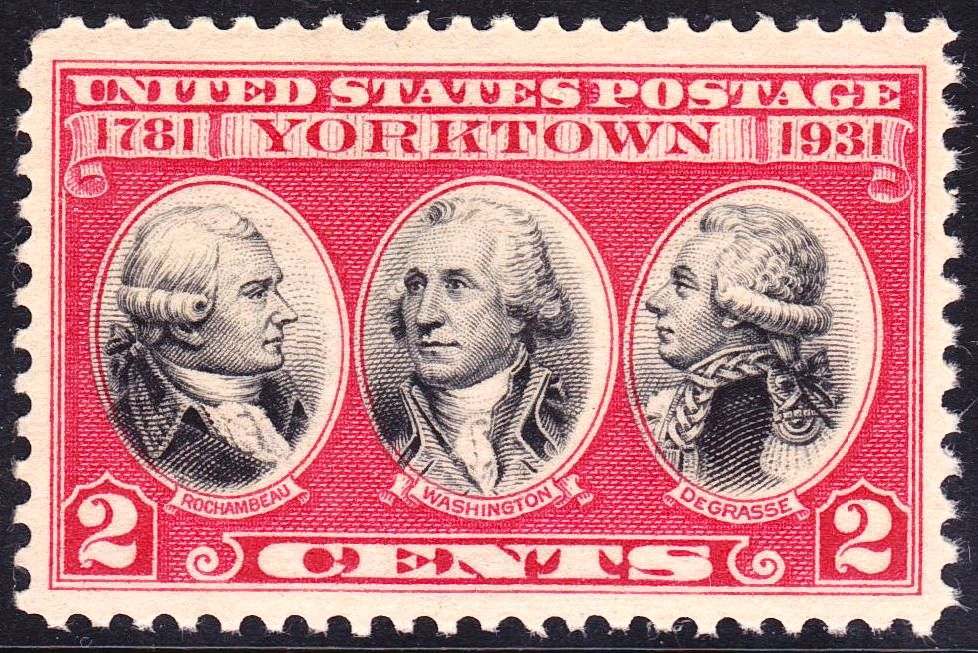
Selo dos Correios dos EUA, de 1931, em Honra de Rochambeau, George Washington e François Joseph Paul de Grasse, comemorando o 150.º aniversário da vitória em Yorktown, 1781

Uma estátua de Rochambeau, de Ferdinand Hamar, foi inaugurada no Lafayette Park em Washington, D.C., pelo presidente Theodore Roosevelt, em 24 de maio de 1902, como presente da França para os Estados Unidos. A cerimônia tornou a ocasião uma grande demonstração de amizade entre as duas nações. A França foi representada pelo embaixador Jules Cambon, pelo Almirante Fournier e pelo General Henri Brugère, bem como por um destacamento de marinheiros e marines do navio de guerra Gaulois. Representantes das famílias de Lafayette e Rochambeau também estiveram presentes. Uma festa para Rochambeau foi realizada simultaneamente em Paris.
Em 1934, o americano A. Kingsley Macomber doou uma estátua do General Rochambeau para a cidade de Newport (Rhode Island). A escultura é uma réplica de uma estátua em Paris. Foi de Newport que o General Rochambeau partiu com seu exército para se juntar ao General Washington para marchar para o cerco de Yorktown.
A Marinha Francesa deu o seu nome ao couraçado Rochambeau.
O USS Rochambeau foi um navio de transporte que esteve ao serviço na Marinha dos Estados Unidos durante a Segunda Guerra Mundial.
Na segunda-feira, 30 de Março de 2009, o presidente dos Estados Unidos, Barack Obama, assinou a Lei Omnibus de Gestão Pública de Terra, uma provisão para designar a Rota Revolucionária de Washington-Rochambeau como Trilha Histórica Nacional.
Uma das pontes que conecta Washington D.C. com a Virgínia tem o seu nome.
Uma mansão no campus da Universidade Brown é chamada de Casa Rochambeau e abriga o Departamento Francês. (Rochambeau e suas forças estiveram acampadas em Brown, na cidade de Providence, RI).

### Memórias
As memórias de Rochambeau, Mémoires militaires, historiques et politiques, de Rochambeau foram publicadas por Jean-Charles-Julien Luce de Lancival em 1809. Do primeiro volume, uma parte que foi traduzida por M.W.E. Wright para a língua inglesa foi publicado em 1838 sob o título de Memoirs of the Marshal Count de R. em relação à Guerra da Independência nos Estados Unidos.
As correspondências de Rochambeau durante a campanha americana foram publicadas na Histoire de la participation de la France en l'établissement des Etats Unis d'Amérique de H. Doniol, ou History of French Participation in the Establishment of the United States, em 1892; (MLA citação, Doniol, H. História da participação da França no estabelecimento dos Estados Unidos da América, Vol. V., Paris: 1892.)

## Mote e Brasão de Armas
| Brasão de Armas | Mote                     |
|                 | VIVRE EN PREUX, Y MOURIR |